# 加姆特里 (肯塔基州)
巴格塔斯爾（英語：Bugtussle）是位於美國肯塔基州門羅縣的一個非建制地區。

## 地理
巴格塔斯爾所處的海拔為高於海平面286米（即938英呎），而該地所採用的時區為UTC-6，即北美中部時區（CST）。同時該地設有夏令時間，為UTC-6調快一小時，即UTC-5（CDT）。